# Collective Soul
Collective Soul («Колле́ктив Со́ул») — американская постгранжевая группа из штата Джорджия.

## История
Группа была сформирована в начале 1990-х в маленьком американском городке Стокбридж (Джорджия). В первый состав входили: Эд Роланд (вокал/клавишные/гитара; основной автор песен группы), Дин Роланд (гитара), Росс Чайлдресс (гитара), Уилл Тёрпин (бас-гитара/перкуссия), Шейн Эванс (ударные/перкуссия).
Первый альбом группы, озаглавленный Hints, Allegations & Things Left Unsaid, вышел в 1993 году на независимом лейбле Rising Storm Records базирующимся в городе Атланта (Джорджия) и добился определённой популярности на локальном уровне, чем привлёк внимание звукозаписывающей компании Atlantic Records, которая подписала с музыкантами контракт.
В октябре 1993 года их первый сингл «Shine» был переиздан на лейбле Atlantic Records. По словам рецензента сайта AllMusic песня быстро стала «классикой современного рока и завсегдатаем [телеканала] MTV».
В 1994 году на этом же мейджор-лейбле был выпущен дебютный альбом коллектива; альбом Hints, Allegations & Things Left Unsaid был распродан тиражом более миллиона копий, в итоге добившись двукратно «платинового» статуса. Кроме того, в том же году группа отправилась в турне с Aerosmith и выступила на фестивале «Вудсток-1994».

## Происхождение названия
Название группы («Коллективная душа») было позаимствовано из романа Айн Рэнд «Источник».

## Дискография
Студийные альбомы
- Hints Allegations and Things Left Unsaid (1993)
- Collective Soul (1995)
- Disciplined Breakdown (1997)
- Dosage (1999)
- Blender (2000)
- Youth (2004)
- Afterwords (2007)
- Collective Soul (2009)
- See What You Started by Continuing (2015)
- Blood (2019)
- Vibrating (2022)
- Here to Eternity (2024)

## Участники
Текущий состав
- Эд Роланд — ведущий вокал, дополнительная гитара, клавишные (1992 – н. в.)
- Дин Роланд — ритм-гитара (1992 – н. в.)
- Уилл Терпин — бас, бэк-вокал, вспомогательная перкуссия (1994 – н. в.)
- Джонни Рабб — ударные, перкуссия, бэк-вокал (2012 – н. в.)
- Джесси Триплетт — соло-гитара, бэк-вокал (2014 – н. в.)

Бывшие участники
- Дэвид Нил – бас (1992 – 1994)
- Росс Чайлдресс — соло-гитара, бэк-вокал (1992 – 2001)
- Шейн Эванс — ударные, перкуссия (1992 – 2005, гость 2009)
- Джоэл Коше — соло-гитара, бэк-вокал (2001 – 2014)
- Райан Хойл — ударные, перкуссия (2005 – 2008)
- Чейни Брэннон — ударные, перкуссия (2008 – 2012)

Участники гастролей
- Мэтт Серлетик – клавишные, перкуссия (1994 – 1995)